# (91,10,1)-Blockplan
Der (91,10,1)-Blockplan ist ein spezieller Symmetrischer Blockplan. Um ihn konstruieren zu können, musste dieses kombinatorische Problem gelöst werden: eine leere 91 × 91 - Matrix wurde so mit Einsen gefüllt, dass jede Zeile der Matrix genau 10 Einsen enthält und je zwei beliebige Zeilen genau 1 Eins in der gleichen Spalte besitzen (nicht mehr und nicht weniger). Das klingt relativ einfach, ist aber nicht trivial zu lösen. Es gibt nur gewisse Kombinationen von Parametern (wie hier v = 91, k = 10, λ = 1), für die eine solche Konstruktion überhaupt machbar ist. In dieser Übersicht sind die kleinsten solcher (v,k,λ) aufgeführt.

## Bezeichnung
Dieser symmetrische 2-(91,10,1)-Blockplan wird Projektive Ebene oder Desarguessche Ebene der Ordnung 9 genannt.

## Eigenschaften
Dieser symmetrische Blockplan hat die Parameter v = 91, k = 10, λ = 1 und damit folgende Eigenschaften:
- Er besteht aus 91 Blöcken und 91 Punkten.
- Jeder Block enthält genau 10 Punkte.
- Je 2 Blöcke schneiden sich in genau 1 Punkt.
- Jeder Punkt liegt auf genau 10 Blöcken.
- Je 2 Punkte sind durch genau 1 Block verbunden.

## Existenz und Charakterisierung
Es existieren genau vier nichtisomorphe 2-(91,10,1) - Blockpläne. Diese Lösungen sind:
- Lösung 1 (selbstdual) mit der Signatur 91·840. Sie enthält 58968 Ovale der Ordnung 10. Dies ist die Desarguessche Ebene
- Lösung 2 (selbstdual) mit der Signatur 91·840. Sie enthält 9720 Ovale der Ordnung 10. Dies ist die Hughes Ebene
- Lösung 3 (dual zur Lösung 4) mit der Signatur 91·840. Sie enthält 2808 Ovale der Ordnung 10. Dies ist die erste Hall Ebene
- Lösung 4 (dual zur Lösung 3) mit der Signatur 91·840. Sie enthält 2808 Ovale der Ordnung 10. Dies ist die zweite Hall Ebene

## Liste der Blöcke
Hier sind alle Blöcke dieses Blockplans aufgelistet; zum Verständnis dieser Liste siehe diese Veranschaulichung
- Lösung 1

```
  1   2   3   4   5   6   7   8   9  10
  1  11  12  13  14  15  16  17  18  19
  1  20  21  22  23  24  25  26  27  28
  1  29  30  31  32  33  34  35  36  37
  1  38  39  40  41  42  43  44  45  46
  1  47  48  49  50  51  52  53  54  55
  1  56  57  58  59  60  61  62  63  64
  1  65  66  67  68  69  70  71  72  73
  1  74  75  76  77  78  79  80  81  82
  1  83  84  85  86  87  88  89  90  91
  2  11  20  29  38  47  56  65  74  83
  2  12  21  30  39  48  57  66  75  84
  2  13  22  31  40  49  58  67  76  85
  2  14  23  32  41  50  59  68  77  86
  2  15  24  33  42  51  60  69  78  87
  2  16  25  34  43  52  61  70  79  88
  2  17  26  35  44  53  62  71  80  89
  2  18  27  36  45  54  63  72  81  90
  2  19  28  37  46  55  64  73  82  91
  3  11  25  35  45  55  57  67  77  87
  3  12  20  33  44  49  61  68  82  90
  3  13  28  29  43  54  59  71  78  84
  3  14  22  30  38  53  64  69  81  88
  3  15  26  32  40  47  63  66  79  91
  3  16  21  36  42  50  56  73  76  89
  3  17  27  31  46  52  60  65  75  86
  3  18  24  37  41  48  62  70  74  85
  3  19  23  34  39  51  58  72  80  83
  4  11  26  36  46  48  58  68  78  88
  4  12  24  35  40  52  59  73  81  83
  4  13  20  34  45  50  62  69  75  91
  4  14  21  29  44  55  60  72  79  85
  4  15  23  31  38  54  57  70  82  89
  4  16  27  33  41  47  64  67  80  84
  4  17  22  37  43  51  56  66  77  90
  4  18  28  32  39  53  61  65  76  87
  4  19  25  30  42  49  63  71  74  86
  5  11  27  37  39  49  59  69  79  89
  5  12  26  31  43  50  64  72  74  87
  5  13  25  36  41  53  60  66  82  83
  5  14  20  35  46  51  63  70  76  84
  5  15  22  29  45  48  61  73  80  86
  5  16  24  32  38  55  58  71  75  90
  5  17  28  34  42  47  57  68  81  85
  5  18  23  30  44  52  56  67  78  91
  5  19  21  33  40  54  62  65  77  88
  6  11  28  30  40  50  60  70  80  90
  6  12  22  34  41  55  63  65  78  89
  6  13  27  32  44  51  57  73  74  88
  6  14  26  37  42  54  61  67  75  83
  6  15  20  36  39  52  64  71  77  85
  6  16  23  29  46  49  62  66  81  87
  6  17  25  33  38  48  59  72  76  91
  6  18  21  35  43  47  58  69  82  86
  6  19  24  31  45  53  56  68  79  84
  7  11  21  31  41  51  61  71  81  91
  7  12  25  32  46  54  56  69  80  85
  7  13  23  35  42  48  64  65  79  90
  7  14  28  33  45  52  58  66  74  89
  7  15  27  30  43  55  62  68  76  83
  7  16  20  37  40  53  57  72  78  86
  7  17  24  29  39  50  63  67  82  88
  7  18  26  34  38  49  60  73  77  84
  7  19  22  36  44  47  59  70  75  87
  8  11  22  32  42  52  62  72  82  84
  8  12  23  37  45  47  60  71  76  88
  8  13  26  33  39  55  56  70  81  86
  8  14  24  36  43  49  57  65  80  91
  8  15  21  34  46  53  59  67  74  90
  8  16  28  31  44  48  63  69  77  83
  8  17  20  30  41  54  58  73  79  87
  8  18  25  29  40  51  64  68  75  89
  8  19  27  35  38  50  61  66  78  85
  9  11  23  33  43  53  63  73  75  85
  9  12  28  36  38  51  62  67  79  86
  9  13  24  30  46  47  61  72  77  89
  9  14  27  34  40  48  56  71  82  87
  9  15  25  37  44  50  58  65  81  84
  9  16  22  35  39  54  60  68  74  91
  9  17  21  32  45  49  64  70  78  83
  9  18  20  31  42  55  59  66  80  88
  9  19  26  29  41  52  57  69  76  90
 10  11  24  34  44  54  64  66  76  86
 10  12  27  29  42  53  58  70  77  91
 10  13  21  37  38  52  63  68  80  87
 10  14  25  31  39  47  62  73  78  90
 10  15  28  35  41  49  56  72  75  88
 10  16  26  30  45  51  59  65  82  85
 10  17  23  36  40  55  61  69  74  84
 10  18  22  33  46  50  57  71  79  83
 10  19  20  32  43  48  60  67  81  89
```

- Lösung 2

```
  1   2   3   4   5   6   7   8   9  10
  1  11  12  13  14  15  16  17  18  19
  1  20  21  22  23  24  25  26  27  28
  1  29  30  31  32  33  34  35  36  37
  1  38  39  40  41  42  43  44  45  46
  1  47  48  49  50  51  52  53  54  55
  1  56  57  58  59  60  61  62  63  64
  1  65  66  67  68  69  70  71  72  73
  1  74  75  76  77  78  79  80  81  82
  1  83  84  85  86  87  88  89  90  91
  2  11  20  29  38  47  56  65  74  83
  2  12  21  30  39  48  57  66  75  84
  2  13  22  31  40  49  58  67  76  85
  2  14  23  32  41  50  59  68  77  86
  2  15  24  33  42  51  60  69  78  87
  2  16  25  34  43  52  61  70  79  88
  2  17  26  35  44  53  62  71  80  89
  2  18  27  36  45  54  63  72  81  90
  2  19  28  37  46  55  64  73  82  91
  3  11  22  30  44  55  63  68  79  87
  3  12  20  31  45  53  64  69  77  88
  3  13  21  29  46  54  62  70  78  86
  3  14  25  33  38  49  57  71  82  90
  3  15  23  34  39  47  58  72  80  91
  3  16  24  32  40  48  56  73  81  89
  3  17  28  36  41  52  60  65  76  84
  3  18  26  37  42  50  61  66  74  85
  3  19  27  35  43  51  59  67  75  83
  4  11  21  31  41  51  61  71  81  91
  4  12  22  29  42  52  59  72  82  89
  4  13  20  30  43  50  60  73  80  90
  4  14  24  34  44  54  64  65  75  85
  4  15  25  32  45  55  62  66  76  83
  4  16  23  33  46  53  63  67  74  84
  4  17  27  37  38  48  58  68  78  88
  4  18  28  35  39  49  56  69  79  86
  4  19  26  36  40  47  57  70  77  87
  5  11  26  32  39  54  60  67  82  88
  5  12  27  33  40  55  61  65  80  86
  5  13  28  34  38  53  59  66  81  87
  5  14  20  35  42  48  63  70  76  91
  5  15  21  36  43  49  64  68  74  89
  5  16  22  37  41  47  62  69  75  90
  5  17  23  29  45  51  57  73  79  85
  5  18  24  30  46  52  58  71  77  83
  5  19  25  31  44  50  56  72  78  84
  6  11  28  33  43  48  62  72  77  85
  6  12  26  34  41  49  63  73  78  83
  6  13  27  32  42  47  64  71  79  84
  6  14  22  36  46  51  56  66  80  88
  6  15  20  37  44  52  57  67  81  86
  6  16  21  35  45  50  58  65  82  87
  6  17  25  30  40  54  59  69  74  91
  6  18  23  31  38  55  60  70  75  89
  6  19  24  29  39  53  61  68  76  90
  7  11  27  34  46  50  57  69  76  89
  7  12  28  32  44  51  58  70  74  90
  7  13  26  33  45  52  56  68  75  91
  7  14  21  37  40  53  60  72  79  83
  7  15  22  35  38  54  61  73  77  84
  7  16  20  36  39  55  59  71  78  85
  7  17  24  31  43  47  63  66  82  86
  7  18  25  29  41  48  64  67  80  87
  7  19  23  30  42  49  62  65  81  88
  8  11  23  35  40  52  64  66  78  90
  8  12  24  36  38  50  62  67  79  91
  8  13  25  37  39  51  63  65  77  89
  8  14  26  29  43  55  58  69  81  84
  8  15  27  30  41  53  56  70  82  85
  8  16  28  31  42  54  57  68  80  83
  8  17  20  32  46  49  61  72  75  87
  8  18  21  33  44  47  59  73  76  88
  8  19  22  34  45  48  60  71  74  86
  9  11  25  36  42  53  58  73  75  86
  9  12  23  37  43  54  56  71  76  87
  9  13  24  35  41  55  57  72  74  88
  9  14  28  30  45  47  61  67  78  89
  9  15  26  31  46  48  59  65  79  90
  9  16  27  29  44  49  60  66  77  91
  9  17  22  33  39  50  64  70  81  83
  9  18  20  34  40  51  62  68  82  84
  9  19  21  32  38  52  63  69  80  85
 10  11  24  37  45  49  59  70  80  84
 10  12  25  35  46  47  60  68  81  85
 10  13  23  36  44  48  61  69  82  83
 10  14  27  31  39  52  62  73  74  87
 10  15  28  29  40  50  63  71  75  88
 10  16  26  30  38  51  64  72  76  86
 10  17  21  34  42  55  56  67  77  90
 10  18  22  32  43  53  57  65  78  91
 10  19  20  33  41  54  58  66  79  89
```

- Lösung 3

```
  1   2   3   4   5   6   7   8   9  10
  1  11  12  13  14  15  16  17  18  19
  1  20  21  22  23  24  25  26  27  28
  1  29  30  31  32  33  34  35  36  37
  1  38  39  40  41  42  43  44  45  46
  1  47  48  49  50  51  52  53  54  55
  1  56  57  58  59  60  61  62  63  64
  1  65  66  67  68  69  70  71  72  73
  1  74  75  76  77  78  79  80  81  82
  1  83  84  85  86  87  88  89  90  91
  2  11  20  29  38  47  56  65  74  83
  2  12  21  30  39  48  57  66  75  84
  2  13  22  31  40  49  58  67  76  85
  2  14  23  32  41  50  59  68  77  86
  2  15  24  33  42  51  60  69  78  87
  2  16  25  34  43  52  61  70  79  88
  2  17  26  35  44  53  62  71  80  89
  2  18  27  36  45  54  63  72  81  90
  2  19  28  37  46  55  64  73  82  91
  3  11  22  30  44  55  63  68  79  87
  3  12  20  31  45  53  64  69  77  88
  3  13  21  29  46  54  62  70  78  86
  3  14  25  33  38  49  57  71  82  90
  3  15  23  34  39  47  58  72  80  91
  3  16  24  32  40  48  56  73  81  89
  3  17  28  36  41  52  60  65  76  84
  3  18  26  37  42  50  61  66  74  85
  3  19  27  35  43  51  59  67  75  83
  4  11  21  31  41  51  61  71  81  91
  4  12  22  29  42  52  59  72  82  89
  4  13  20  30  43  50  60  73  80  90
  4  14  24  34  44  54  64  65  75  85
  4  15  25  32  45  55  62  66  76  83
  4  16  23  33  46  53  63  67  74  84
  4  17  27  37  38  48  58  68  78  88
  4  18  28  35  39  49  56  69  79  86
  4  19  26  36  40  47  57  70  77  87
  5  11  26  32  39  52  64  67  78  90
  5  12  27  33  40  50  62  65  79  91
  5  13  28  34  38  51  63  66  77  89
  5  14  20  35  46  48  61  72  76  87
  5  15  21  36  44  49  59  73  74  88
  5  16  22  37  45  47  60  71  75  86
  5  17  23  29  43  55  57  69  81  85
  5  18  24  30  41  53  58  70  82  83
  5  19  25  31  42  54  56  68  80  84
  6  11  28  33  45  48  59  70  80  85
  6  12  26  34  46  49  60  68  81  83
  6  13  27  32  44  47  61  69  82  84
  6  14  22  36  43  53  56  66  78  91
  6  15  20  37  41  54  57  67  79  89
  6  16  21  35  42  55  58  65  77  90
  6  17  25  30  40  51  64  72  74  86
  6  18  23  31  38  52  62  73  75  87
  6  19  24  29  39  50  63  71  76  88
  7  11  27  34  42  53  57  73  76  86
  7  12  28  32  43  54  58  71  74  87
  7  13  26  33  41  55  56  72  75  88
  7  14  21  37  40  52  63  69  80  83
  7  15  22  35  38  50  64  70  81  84
  7  16  20  36  39  51  62  68  82  85
  7  17  24  31  46  47  59  66  79  90
  7  18  25  29  44  48  60  67  77  91
  7  19  23  30  45  49  61  65  78  89
  8  11  23  35  40  54  60  66  82  88
  8  12  24  36  38  55  61  67  80  86
  8  13  25  37  39  53  59  65  81  87
  8  14  26  29  45  51  58  73  79  84
  8  15  27  30  46  52  56  71  77  85
  8  16  28  31  44  50  57  72  78  83
  8  17  20  32  42  49  63  70  75  91
  8  18  21  33  43  47  64  68  76  89
  8  19  22  34  41  48  62  69  74  90
  9  11  25  36  46  50  58  69  75  89
  9  12  23  37  44  51  56  70  76  90
  9  13  24  35  45  52  57  68  74  91
  9  14  28  30  42  47  62  67  81  88
  9  15  26  31  43  48  63  65  82  86
  9  16  27  29  41  49  64  66  80  87
  9  17  22  33  39  54  61  73  77  83
  9  18  20  34  40  55  59  71  78  84
  9  19  21  32  38  53  60  72  79  85
 10  11  24  37  43  49  62  72  77  84
 10  12  25  35  41  47  63  73  78  85
 10  13  23  36  42  48  64  71  79  83
 10  14  27  31  39  55  60  70  74  89
 10  15  28  29  40  53  61  68  75  90
 10  16  26  30  38  54  59  69  76  91
 10  17  21  34  45  50  56  67  82  87
 10  18  22  32  46  51  57  65  80  88
 10  19  20  33  44  52  58  66  81  86
```

- Lösung 4

```
  1   2   3   4   5   6   7   8   9  10
  1  11  12  13  14  15  16  17  18  19
  1  20  21  22  23  24  25  26  27  28
  1  29  30  31  32  33  34  35  36  37
  1  38  39  40  41  42  43  44  45  46
  1  47  48  49  50  51  52  53  54  55
  1  56  57  58  59  60  61  62  63  64
  1  65  66  67  68  69  70  71  72  73
  1  74  75  76  77  78  79  80  81  82
  1  83  84  85  86  87  88  89  90  91
  2  11  20  29  38  47  56  65  74  83
  2  12  21  30  39  48  57  66  75  84
  2  13  22  31  40  49  58  67  76  85
  2  14  23  32  41  50  59  68  77  86
  2  15  24  33  42  51  60  69  78  87
  2  16  25  34  43  52  61  70  79  88
  2  17  26  35  44  53  62  71  80  89
  2  18  27  36  45  54  63  72  81  90
  2  19  28  37  46  55  64  73  82  91
  3  11  21  31  41  51  61  71  81  91
  3  12  22  29  42  52  59  72  82  89
  3  13  20  30  43  50  60  73  80  90
  3  14  24  34  44  54  64  65  75  85
  3  15  25  32  45  55  62  66  76  83
  3  16  23  33  46  53  63  67  74  84
  3  17  27  37  38  48  58  68  78  88
  3  18  28  35  39  49  56  69  79  86
  3  19  26  36  40  47  57  70  77  87
  4  11  22  30  44  55  63  68  79  87
  4  12  20  31  45  53  64  69  77  88
  4  13  21  29  46  54  62  70  78  86
  4  14  25  33  38  49  57  71  82  90
  4  15  23  34  39  47  58  72  80  91
  4  16  24  32  40  48  56  73  81  89
  4  17  28  36  41  52  60  65  76  84
  4  18  26  37  42  50  61  66  74  85
  4  19  27  35  43  51  59  67  75  83
  5  11  23  35  40  54  60  66  82  88
  5  12  24  36  38  55  61  67  80  86
  5  13  25  37  39  53  59  65  81  87
  5  14  26  29  45  51  58  73  79  84
  5  15  27  30  46  52  56  71  77  85
  5  16  28  31  44  50  57  72  78  83
  5  17  20  32  42  49  63  70  75  91
  5  18  21  33  43  47  64  68  76  89
  5  19  22  34  41  48  62  69  74  90
  6  11  24  37  43  49  62  72  77  84
  6  12  25  35  41  47  63  73  78  85
  6  13  23  36  42  48  64  71  79  83
  6  14  27  31  39  55  60  70  74  89
  6  15  28  29  40  53  61  68  75  90
  6  16  26  30  38  54  59  69  76  91
  6  17  21  34  45  50  56  67  82  87
  6  18  22  32  46  51  57  65  80  88
  6  19  20  33  44  52  58  66  81  86
  7  11  25  36  46  50  58  69  75  89
  7  12  23  37  44  51  56  70  76  90
  7  13  24  35  45  52  57  68  74  91
  7  14  28  30  42  47  62  67  81  88
  7  15  26  31  43  48  63  65  82  86
  7  16  27  29  41  49  64  66  80  87
  7  17  22  33  39  54  61  73  77  83
  7  18  20  34  40  55  59  71  78  84
  7  19  21  32  38  53  60  72  79  85
  8  11  26  32  39  52  64  67  78  90
  8  12  27  33  40  50  62  65  79  91
  8  13  28  34  38  51  63  66  77  89
  8  14  20  35  46  48  61  72  76  87
  8  15  21  36  44  49  59  73  74  88
  8  16  22  37  45  47  60  71  75  86
  8  17  23  29  43  55  57  69  81  85
  8  18  24  30  41  53  58  70  82  83
  8  19  25  31  42  54  56  68  80  84
  9  11  27  34  42  53  57  73  76  86
  9  12  28  32  43  54  58  71  74  87
  9  13  26  33  41  55  56  72  75  88
  9  14  21  37  40  52  63  69  80  83
  9  15  22  35  38  50  64  70  81  84
  9  16  20  36  39  51  62  68  82  85
  9  17  24  31  46  47  59  66  79  90
  9  18  25  29  44  48  60  67  77  91
  9  19  23  30  45  49  61  65  78  89
 10  11  28  33  45  48  59  70  80  85
 10  12  26  34  46  49  60  68  81  83
 10  13  27  32  44  47  61  69  82  84
 10  14  22  36  43  53  56  66  78  91
 10  15  20  37  41  54  57  67  79  89
 10  16  21  35  42  55  58  65  77  90
 10  17  25  30  40  51  64  72  74  86
 10  18  23  31  38  52  62  73  75  87
 10  19  24  29  39  50  63  71  76  88
```

## Zyklische Darstellung
Es existiert eine zyklische Darstellung (Singer-Zyklus) für Lösung 1 dieses Blockplans, sie ist isomorph zur obigen Liste der Blöcke. Ausgehend von dem dargestellten Block erhält man die restlichen Blöcke des Blockplans durch zyklische Permutation der in ihm enthaltenen Punkte.
- Lösung 1

```
  1   2   7  11  24  27  35  42  54  56
```

## Orthogonale Lateinische Quadrate (MOLS)
Diese Projektive Ebene der Ordnung 9 ist äquivalent mit diesen 8 MOLS der Ordnung 9:
- Lösung 1

{\displaystyle {\begin{bmatrix}1&2&3&4&5&6&7&8&9\\2&6&4&9&8&1&5&7&3\\3&4&7&5&2&9&1&6&8\\4&9&5&8&6&3&2&1&7\\5&8&2&6&9&7&4&3&1\\6&1&9&3&7&2&8&5&4\\7&5&1&2&4&8&3&9&6\\8&7&6&1&3&5&9&4&2\\9&3&8&7&1&4&6&2&5\end{bmatrix}}\quad {\begin{bmatrix}1&3&4&5&6&7&8&9&2\\2&4&9&8&1&5&7&3&6\\3&7&5&2&9&1&6&8&4\\4&5&8&6&3&2&1&7&9\\5&2&6&9&7&4&3&1&8\\6&9&3&7&2&8&5&4&1\\7&1&2&4&8&3&9&6&5\\8&6&1&3&5&9&4&2&7\\9&8&7&1&4&6&2&5&3\end{bmatrix}}\quad {\begin{bmatrix}1&4&5&6&7&8&9&2&3\\2&9&8&1&5&7&3&6&4\\3&5&2&9&1&6&8&4&7\\4&8&6&3&2&1&7&9&5\\5&6&9&7&4&3&1&8&2\\6&3&7&2&8&5&4&1&9\\7&2&4&8&3&9&6&5&1\\8&1&3&5&9&4&2&7&6\\9&7&1&4&6&2&5&3&8\end{bmatrix}}\quad {\begin{bmatrix}1&5&6&7&8&9&2&3&4\\2&8&1&5&7&3&6&4&9\\3&2&9&1&6&8&4&7&5\\4&6&3&2&1&7&9&5&8\\5&9&7&4&3&1&8&2&6\\6&7&2&8&5&4&1&9&3\\7&4&8&3&9&6&5&1&2\\8&3&5&9&4&2&7&6&1\\9&1&4&6&2&5&3&8&7\end{bmatrix}}}
{\displaystyle {\begin{bmatrix}1&6&7&8&9&2&3&4&5\\2&1&5&7&3&6&4&9&8\\3&9&1&6&8&4&7&5&2\\4&3&2&1&7&9&5&8&6\\5&7&4&3&1&8&2&6&9\\6&2&8&5&4&1&9&3&7\\7&8&3&9&6&5&1&2&4\\8&5&9&4&2&7&6&1&3\\9&4&6&2&5&3&8&7&1\end{bmatrix}}\quad {\begin{bmatrix}1&7&8&9&2&3&4&5&6\\2&5&7&3&6&4&9&8&1\\3&1&6&8&4&7&5&2&9\\4&2&1&7&9&5&8&6&3\\5&4&3&1&8&2&6&9&7\\6&8&5&4&1&9&3&7&2\\7&3&9&6&5&1&2&4&8\\8&9&4&2&7&6&1&3&5\\9&6&2&5&3&8&7&1&4\end{bmatrix}}\quad {\begin{bmatrix}1&8&9&2&3&4&5&6&7\\2&7&3&6&4&9&8&1&5\\3&6&8&4&7&5&2&9&1\\4&1&7&9&5&8&6&3&2\\5&3&1&8&2&6&9&7&4\\6&5&4&1&9&3&7&2&8\\7&9&6&5&1&2&4&8&3\\8&4&2&7&6&1&3&5&9\\9&2&5&3&8&7&1&4&6\end{bmatrix}}\quad {\begin{bmatrix}1&9&2&3&4&5&6&7&8\\2&3&6&4&9&8&1&5&7\\3&8&4&7&5&2&9&1&6\\4&7&9&5&8&6&3&2&1\\5&1&8&2&6&9&7&4&3\\6&4&1&9&3&7&2&8&5\\7&6&5&1&2&4&8&3&9\\8&2&7&6&1&3&5&9&4\\9&5&3&8&7&1&4&6&2\end{bmatrix}}}
- Lösung 2

{\displaystyle {\begin{bmatrix}1&2&3&4&5&6&7&8&9\\2&3&1&5&6&4&8&9&7\\3&1&2&6&4&5&9&7&8\\4&5&6&7&8&9&1&2&3\\5&6&4&8&9&7&2&3&1\\6&4&5&9&7&8&3&1&2\\7&8&9&1&2&3&4&5&6\\8&9&7&2&3&1&5&6&4\\9&7&8&3&1&2&6&4&5\end{bmatrix}}\quad {\begin{bmatrix}1&3&2&7&9&8&4&6&5\\2&1&3&8&7&9&5&4&6\\3&2&1&9&8&7&6&5&4\\4&6&5&1&3&2&7&9&8\\5&4&6&2&1&3&8&7&9\\6&5&4&3&2&1&9&8&7\\7&9&8&4&6&5&1&3&2\\8&7&9&5&4&6&2&1&3\\9&8&7&6&5&4&3&2&1\end{bmatrix}}\quad {\begin{bmatrix}1&4&7&3&6&9&2&5&8\\2&5&8&1&4&7&3&6&9\\3&6&9&2&5&8&1&4&7\\4&7&1&6&9&3&5&8&2\\5&8&2&4&7&1&6&9&3\\6&9&3&5&8&2&4&7&1\\7&1&4&9&3&6&8&2&5\\8&2&5&7&1&4&9&3&6\\9&3&6&8&2&5&7&1&4\end{bmatrix}}\quad {\begin{bmatrix}1&5&9&8&3&4&6&7&2\\2&6&7&9&1&5&4&8&3\\3&4&8&7&2&6&5&9&1\\4&8&3&2&6&7&9&1&5\\5&9&1&3&4&8&7&2&6\\6&7&2&1&5&9&8&3&4\\7&2&6&5&9&1&3&4&8\\8&3&4&6&7&2&1&5&9\\9&1&5&4&8&3&2&6&7\end{bmatrix}}}
{\displaystyle {\begin{bmatrix}1&6&8&5&7&3&9&2&4\\2&4&9&6&8&1&7&3&5\\3&5&7&4&9&2&8&1&6\\4&9&2&8&1&6&3&5&7\\5&7&3&9&2&4&1&6&8\\6&8&1&7&3&5&2&4&9\\7&3&5&2&4&9&6&8&1\\8&1&6&3&5&7&4&9&2\\9&2&4&1&6&8&5&7&3\end{bmatrix}}\quad {\begin{bmatrix}1&7&4&2&8&5&3&9&6\\2&8&5&3&9&6&1&7&4\\3&9&6&1&7&4&2&8&5\\4&1&7&5&2&8&6&3&9\\5&2&8&6&3&9&4&1&7\\6&3&9&4&1&7&5&2&8\\7&4&1&8&5&2&9&6&3\\8&5&2&9&6&3&7&4&1\\9&6&3&7&4&1&8&5&2\end{bmatrix}}\quad {\begin{bmatrix}1&8&6&9&4&2&5&3&7\\2&9&4&7&5&3&6&1&8\\3&7&5&8&6&1&4&2&9\\4&2&9&3&7&5&8&6&1\\5&3&7&1&8&6&9&4&2\\6&1&8&2&9&4&7&5&3\\7&5&3&6&1&8&2&9&4\\8&6&1&4&2&9&3&7&5\\9&4&2&5&3&7&1&8&6\end{bmatrix}}\quad {\begin{bmatrix}1&9&5&6&2&7&8&4&3\\2&7&6&4&3&8&9&5&1\\3&8&4&5&1&9&7&6&2\\4&3&8&9&5&1&2&7&6\\5&1&9&7&6&2&3&8&4\\6&2&7&8&4&3&1&9&5\\7&6&2&3&8&4&5&1&9\\8&4&3&1&9&5&6&2&7\\9&5&1&2&7&6&4&3&8\end{bmatrix}}}
- Lösung 3

{\displaystyle {\begin{bmatrix}1&2&3&4&5&6&7&8&9\\2&3&1&5&6&4&8&9&7\\3&1&2&6&4&5&9&7&8\\4&5&6&7&8&9&1&2&3\\5&6&4&8&9&7&2&3&1\\6&4&5&9&7&8&3&1&2\\7&8&9&1&2&3&4&5&6\\8&9&7&2&3&1&5&6&4\\9&7&8&3&1&2&6&4&5\end{bmatrix}}\quad {\begin{bmatrix}1&3&2&7&9&8&4&6&5\\2&1&3&8&7&9&5&4&6\\3&2&1&9&8&7&6&5&4\\4&6&5&1&3&2&7&9&8\\5&4&6&2&1&3&8&7&9\\6&5&4&3&2&1&9&8&7\\7&9&8&4&6&5&1&3&2\\8&7&9&5&4&6&2&1&3\\9&8&7&6&5&4&3&2&1\end{bmatrix}}\quad {\begin{bmatrix}1&4&7&3&6&9&2&5&8\\2&5&8&1&4&7&3&6&9\\3&6&9&2&5&8&1&4&7\\4&7&1&8&2&5&9&3&6\\5&8&2&9&3&6&7&1&4\\6&9&3&7&1&4&8&2&5\\7&1&4&5&8&2&6&9&3\\8&2&5&6&9&3&4&7&1\\9&3&6&4&7&1&5&8&2\end{bmatrix}}\quad {\begin{bmatrix}1&5&9&8&3&4&6&7&2\\2&6&7&9&1&5&4&8&3\\3&4&8&7&2&6&5&9&1\\4&8&3&5&9&1&2&6&7\\5&9&1&6&7&2&3&4&8\\6&7&2&4&8&3&1&5&9\\7&2&6&3&4&8&9&1&5\\8&3&4&1&5&9&7&2&6\\9&1&5&2&6&7&8&3&4\end{bmatrix}}}
{\displaystyle {\begin{bmatrix}1&6&8&5&7&3&9&2&4\\2&4&9&6&8&1&7&3&5\\3&5&7&4&9&2&8&1&6\\4&9&2&3&5&7&6&8&1\\5&7&3&1&6&8&4&9&2\\6&8&1&2&4&9&5&7&3\\7&3&5&8&1&6&2&4&9\\8&1&6&9&2&4&3&5&7\\9&2&4&7&3&5&1&6&8\end{bmatrix}}\quad {\begin{bmatrix}1&7&4&2&8&5&3&9&6\\2&8&5&3&9&6&1&7&4\\3&9&6&1&7&4&2&8&5\\4&1&7&9&6&3&8&5&2\\5&2&8&7&4&1&9&6&3\\6&3&9&8&5&2&7&4&1\\7&4&1&6&3&9&5&2&8\\8&5&2&4&1&7&6&3&9\\9&6&3&5&2&8&4&1&7\end{bmatrix}}\quad {\begin{bmatrix}1&8&6&9&4&2&5&3&7\\2&9&4&7&5&3&6&1&8\\3&7&5&8&6&1&4&2&9\\4&2&9&6&1&8&3&7&5\\5&3&7&4&2&9&1&8&6\\6&1&8&5&3&7&2&9&4\\7&5&3&2&9&4&8&6&1\\8&6&1&3&7&5&9&4&2\\9&4&2&1&8&6&7&5&3\end{bmatrix}}\quad {\begin{bmatrix}1&9&5&6&2&7&8&4&3\\2&7&6&4&3&8&9&5&1\\3&8&4&5&1&9&7&6&2\\4&3&8&2&7&6&5&1&9\\5&1&9&3&8&4&6&2&7\\6&2&7&1&9&5&4&3&8\\7&6&2&9&5&1&3&8&4\\8&4&3&7&6&2&1&9&5\\9&5&1&8&4&3&2&7&6\end{bmatrix}}}
- Lösung 4

{\displaystyle {\begin{bmatrix}1&3&2&7&9&8&4&6&5\\2&1&3&8&7&9&5&4&6\\3&2&1&9&8&7&6&5&4\\4&6&5&1&3&2&7&9&8\\5&4&6&2&1&3&8&7&9\\6&5&4&3&2&1&9&8&7\\7&9&8&4&6&5&1&3&2\\8&7&9&5&4&6&2&1&3\\9&8&7&6&5&4&3&2&1\end{bmatrix}}\quad {\begin{bmatrix}1&2&3&4&5&6&7&8&9\\2&3&1&5&6&4&8&9&7\\3&1&2&6&4&5&9&7&8\\4&5&6&7&8&9&1&2&3\\5&6&4&8&9&7&2&3&1\\6&4&5&9&7&8&3&1&2\\7&8&9&1&2&3&4&5&6\\8&9&7&2&3&1&5&6&4\\9&7&8&3&1&2&6&4&5\end{bmatrix}}\quad {\begin{bmatrix}1&7&4&2&8&5&3&9&6\\2&8&5&3&9&6&1&7&4\\3&9&6&1&7&4&2&8&5\\4&1&7&9&6&3&8&5&2\\5&2&8&7&4&1&9&6&3\\6&3&9&8&5&2&7&4&1\\7&4&1&6&3&9&5&2&8\\8&5&2&4&1&7&6&3&9\\9&6&3&5&2&8&4&1&7\end{bmatrix}}\quad {\begin{bmatrix}1&9&5&6&2&7&8&4&3\\2&7&6&4&3&8&9&5&1\\3&8&4&5&1&9&7&6&2\\4&3&8&2&7&6&5&1&9\\5&1&9&3&8&4&6&2&7\\6&2&7&1&9&5&4&3&8\\7&6&2&9&5&1&3&8&4\\8&4&3&7&6&2&1&9&5\\9&5&1&8&4&3&2&7&6\end{bmatrix}}}
{\displaystyle {\begin{bmatrix}1&8&6&9&4&2&5&3&7\\2&9&4&7&5&3&6&1&8\\3&7&5&8&6&1&4&2&9\\4&2&9&6&1&8&3&7&5\\5&3&7&4&2&9&1&8&6\\6&1&8&5&3&7&2&9&4\\7&5&3&2&9&4&8&6&1\\8&6&1&3&7&5&9&4&2\\9&4&2&1&8&6&7&5&3\end{bmatrix}}\quad {\begin{bmatrix}1&4&7&3&6&9&2&5&8\\2&5&8&1&4&7&3&6&9\\3&6&9&2&5&8&1&4&7\\4&7&1&8&2&5&9&3&6\\5&8&2&9&3&6&7&1&4\\6&9&3&7&1&4&8&2&5\\7&1&4&5&8&2&6&9&3\\8&2&5&6&9&3&4&7&1\\9&3&6&4&7&1&5&8&2\end{bmatrix}}\quad {\begin{bmatrix}1&6&8&5&7&3&9&2&4\\2&4&9&6&8&1&7&3&5\\3&5&7&4&9&2&8&1&6\\4&9&2&3&5&7&6&8&1\\5&7&3&1&6&8&4&9&2\\6&8&1&2&4&9&5&7&3\\7&3&5&8&1&6&2&4&9\\8&1&6&9&2&4&3&5&7\\9&2&4&7&3&5&1&6&8\end{bmatrix}}\quad {\begin{bmatrix}1&5&9&8&3&4&6&7&2\\2&6&7&9&1&5&4&8&3\\3&4&8&7&2&6&5&9&1\\4&8&3&5&9&1&2&6&7\\5&9&1&6&7&2&3&4&8\\6&7&2&4&8&3&1&5&9\\7&2&6&3&4&8&9&1&5\\8&3&4&1&5&9&7&2&6\\9&1&5&2&6&7&8&3&4\end{bmatrix}}}

## Oval
Ein Oval des Blockplans ist eine Menge seiner Punkte, von welcher keine drei auf einem Block liegen. Hier ist ein Beispiel eines Ovals maximaler Ordnung für jede Lösung dieses Blockplans:
- Lösung 1

```
  1   2  11  21  32  55  63  69  76  88
```

- Lösung 2

```
  1   2  11  21  32  49  62  73  79  90
```

- Lösung 3

```
  1   2  11  21  42  50  64  72  80  88
```

- Lösung 4

```
  1   2  11  21  42  50  64  72  80  88
```